# Hayseed Dixie
Hayseed Dixie est un groupe américain qui débute à l'été 2000 dans le Tennessee. Leur musique est un rock ou hard rock interprété avec des instruments folk dans un style bluegrass.
Leur nom joue sur leurs origines musicales et sur la prononciation américaine du nom de groupe AC/DC. Le premier album d'Hayseed Dixie, A Hillbilly Tribute to AC/DC, présente d'ailleurs les tubes d'AC/DC en bluegrass. Sur les albums suivants, ils développent leur fusion sur d'autres succès rock ou hard rock, anciens ou récents, et proposent également leurs créations originales.
Les musiciens d'Hayseed Dixie ont inventé le Rockgrass et sont des virtuoses de leur style. Ils jouent aujourd'hui partout dans le monde, notamment en Europe.

## Les membres du groupe
Fin 2013, Dale Reno and Don Wayne Reno partent former un groupe de bluegrass traditionnel et quittent Hayseed Dixie.

John Wheeler, principal auteur des titres originaux d'Hayseed Dixie, publie ses albums solo depuis 2013 et poursuit parallèlement le groupe, en studio comme en tournée.

### Membres actuels
- John Wheeler (Barley Scotch) – chanteur, guitare acoustique, violon, membre fondateur
- Jake "Bakesnake" Byers – guitare basse acoustique
- Johnny Butten - banjo
- Hippy Joe Hymas - mandoline

### Anciens membres
- "Reverend" Don Wayne Reno (fils de don Reno)[1] – banjo, membre fondateur
- "Deacon" Dale Reno (fils de don Reno) – mandoline, guitare acoustique, membre fondateur
- Rusty Horn (Cooter Brown) – guitare acoustique, membre fondateur
- Kurt Carrick (Kletus) – guitare basse acoustique, membre fondateur
- Mike Daly (Wilson Cook) – Dobro, membre fondateur
- Jason D Smith – guitare basse
- Jeff Williams – guitare basse
- Chad Mize – guitare basse